# Neuvillette (Aisne)
 Neuvillette  es una población y comuna francesa, en la región de Picardía, departamento de Aisne, en el distrito de Saint-Quentin y cantón de Ribemont.

## Demografía
| 365 | 359 | 352 | 429 | 501 | 483 | 501 | 541 | 516 | 542 | 499 | 520 | 500 | 488 | 437 | 425 | 400 | 393 | 310 | 289 | 263 | 282 | 263 | 250 | 242 | 240 | 222 | 225 | 200 | 199 | 185 | 196 | 197 |
| Para los censos de 1962 a 1999 la población legal corresponde a la población sin duplicidades (Fuente: INSEE [Consultar]) |     |     |     |     |     |     |     |     |     |     |     |     |     |     |     |     |     |     |     |     |     |     |     |     |     |     |     |     |     |     |     |     |